# Siegel Wisconsins
Das Siegel des US-Bundesstaats Wisconsin wurde im Jahr 1851 als offizielles Siegel angenommen.

## Beschreibung

Flagge Wisconsins

Im Zentrum des Siegels ist die Darstellung eines Schilds mit unterschiedlichen Motiven.
Darüber steht das englische Staatsmotto von Wisconsin:
Forward
(Vorwärts)
Unter dem Motto wird ein Dachs, das Staatstier gezeigt.
Das Siegel findet sich  wieder in der Flagge Wisconsins.

## Symbolik
Im Schild finden sich verschiedene Symbole:
- Ein Pflug als Sinnbild der Landwirtschaft
- Pickel und Schaufel als Hinweis auf Wisconsins Kohle- und Bergbauindustrie zur Zeit seiner Gründung
- Ein Arm mit einem Hammer als Symbol für Handwerker und Arbeiter
- Ein Anker als Symbol der Schiffbauindustrie
- Als Herzschild ein Wappen der Vereinigten Staaten mit dem lateinischen Motto E pluribus unum

Unter dem Schild wird ein Füllhorn als Zeichen für den Wohlstand des Staates und Blei-Barren als Symbole für den Reichtum Wisconsins und die 13 Gründerstaaten der USA gezeigt.
Schildhalter sind ein Seemann und ein Bergmann als Symbole der Arbeit zu Land und auf See.
Auf dem äußeren Ring des Siegels ist der englische Schriftzug Great Seal of the State of Wisconsin zu sehen.